# Церква Святого Миколая (Гончарівка)
Церква Святого Миколая в Гончарівці — храм УГКЦ та ПЦУ в селі Гончарівці Золочівської громади Золочівського району Львівської области України.

## Історія
Мурована церква збудована у 1906—1911 роках за сприяння о. Володимира Підсонського на місці старішого дерев'яного храму, яку побудували 1727 року. Автор проєкту нового храму — архітектор Михайло Ковальчук.
У храмі є різьбярсько‑малярський іконостас, для якого в 1938 році намісні ікони намалював Антін Манастирський.
У радянський період храм був закритий.
17 липня 2011 року храм відзначив 100-річчя. З нагоди цієї дати парафію візитував владика Ігор Возняк.

## Парохи
УГКЦ
- о. Павло Левицький (1832—1847)
- о. Лука Левицький (1847—1892)
- о. Юліян Левицький (1892—1894, адміністратор)
- о. Володимир Підсонський (1894—1931)
- о. Йосиф Чайковський (1931—1944)
- о. Роман Лиско (1949)
- о. Василь Коханевич (адміністратор, нині)[1]

ПЦУ
- о. Володимир Стецик — нині[1]